# Je Khenpo
Le Je Khenpo est le chef spirituel du Bhoutan (tibétain : རྗེ་མཁན་པོ་, Wylie : Rje Mkhan-po; Français : L'Abbé en Chef du Corps Monastique Central du Bhoutan), appelé officiellement le Dharma Raja par les orientalistes, est le titre donné à la hiérarchie religieuse supérieure du Bhoutan. Son principal devoir est de diriger le Dratshang Lhentshog (Commission pour les affaires monastiques) du Bhoutan, qui supervise le Corps monastique central et arbitre en matière de doctrine, assisté de cinq Lopen Rinpochés (maîtres savants). Le Je Khenpo est également responsable de nombreuses fonctions liturgiques et religieuses importantes à travers le pays. La séance de Je Khenpo est également formellement le chef de la branche sud de l'école Drukpa Kagyu, qui fait partie de la tradition Kagyu du bouddhisme tibétain. Mis à part le roi du Bhoutan, seul le Je Khenpo peut donner un kabney safran.
Les résidences du Je Khenpo et du Corps Monastique Central sont: 
- Résidence d'hiver: Dzong de Punakha.
- Résidence d'été: Tashichho Dzong.

## Liste des Je Khenpos

### XVIIesiècle

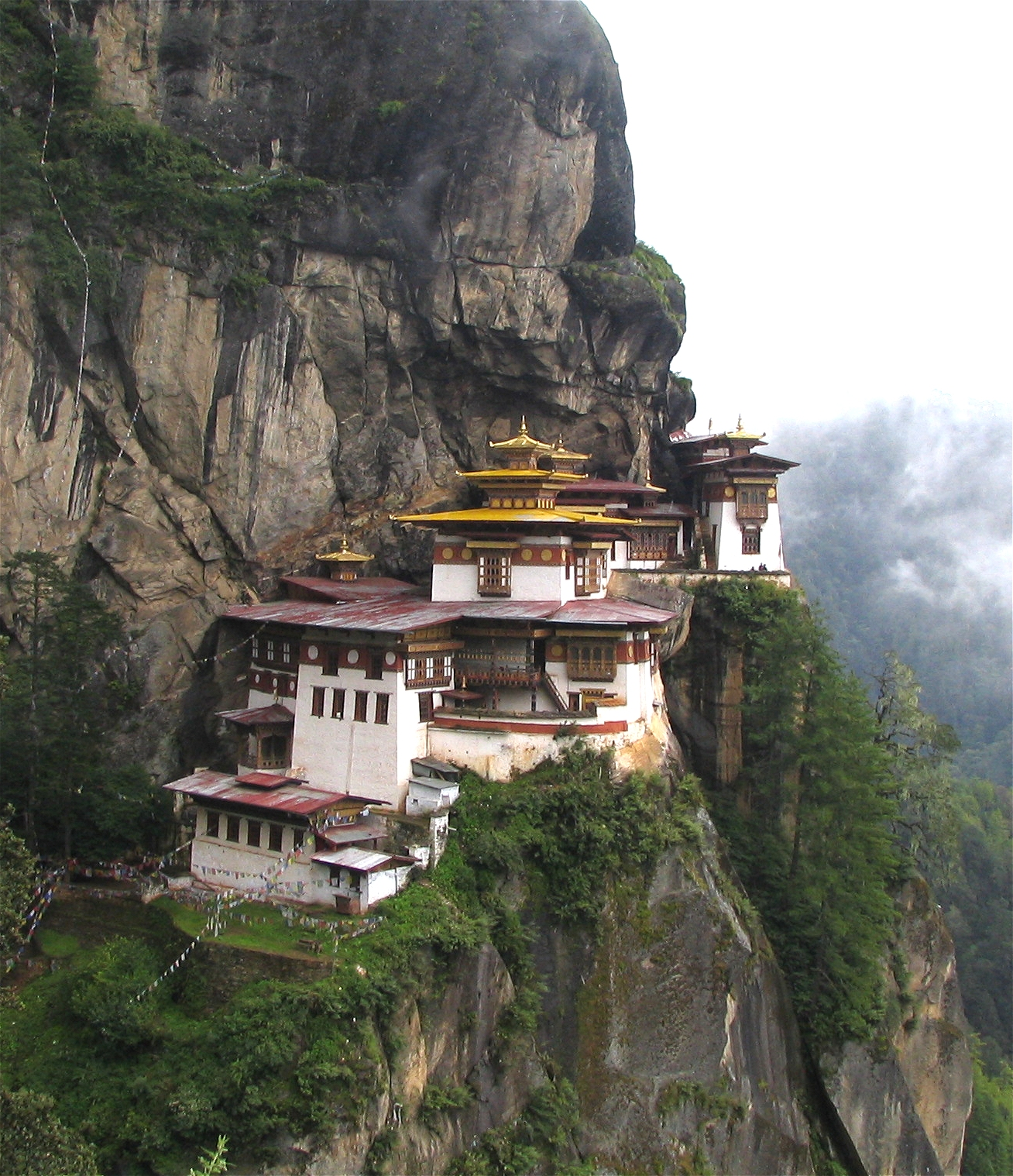
Taktshang est le plus célèbre des monastères bouddhistes du Bhoutan. Il est accroché à une falaise à 3 120 mètres d'altitude, à environ 700 mètres au-dessus de la vallée de Paro.

| N° | Noms           | Règne       |
| -- | -------------- | ----------- |
| 1  | Pekar Jungney  | ? – 1672    |
| 2  | Sonam Ozer     | 1672 – 1689 |
| 3  | Pekar Lhündrup | 1689 – 1697 |
| 4  | Damchö Pekar   | 1697 – 1707 |

### XVIIIesiècle
| N° | Noms               | Règne       |
| -- | ------------------ | ----------- |
| 5  | Zödpa Thinley      | 1707 – 1724 |
| 6  | Ngawang Lhündrup   | 1724 – 1730 |
| 7  | Ngawang Thinley    | 1730 – 1738 |
| 8  | Tenzin Norbu       | 1738 – 1744 |
| 9  | Shākya Rinchen     | 1744 – 1755 |
| 10 | Tenzin Chögyal     | 1755 – 1762 |
| 11 | Ngawang Thinley    | 1762 – 1769 |
| 12 | Kunga Jamtsho      | 1769 – 1771 |
| 13 | Yönten Thaye       | 1771 – 1775 |
| 14 | Tenzin Namgyal     | 1775 – 1781 |
| 15 | Kunzang Gyaltsen   | 1781 – 1784 |
| 16 | Sherab Singye      | 1784 – 1791 |
| 17 | Jamgön Yeshi Dorji | 1791 – 1797 |
| 18 | Jamyang Gyaltshen  | 1797 – 1803 |

### XIXesiècle
| N° | Noms               | Règne       |
| -- | ------------------ | ----------- |
| 19 | Ngawang Chögyal    | 1803 – 1807 |
| 20 | Yeshey Gyaltshen   | 1807 – 1811 |
| 21 | Jampyel Drakpa     | 1811 – 1816 |
| 22 | Jigme Gyaltsen     | 1816 – 1826 |
| 23 | Jampyel Drakpa     | 1826 – 1831 |
| 24 | Shākya Gyaltsen    | 1831 – 1836 |
| 25 | Sherab Gyaltsen    | 1836 – 1839 |
| 26 | Yönten Jamtsho     | 1839 – 1840 |
| 27 | Pema Zangpo        | 1840 – 1847 |
| 28 | Rinchen Zangpo     | 1847 – 1848 |
| 29 | Pema Zangpo        | 1848 – 1850 |
| 30 | Jampyel Jamtsho    | 1850 – 1851 |
| 31 | Yönten Gyaltsen    | 1851 – 1858 |
| 32 | Tshultrim Gyaltsen | 1858 – 1860 |
| 33 | Künga Peljor       | 1860 – 1861 |
| 34 | Shedrup Ozer       | 1861 – 1865 |
| 35 | Shakya Gyaltsen    | 1865 – 1869 |
| 36 | Yönten Pelzang     | 1869 – 1873 |
| 37 | Künga Singye       | 1873 – 1875 |
| 38 | Shākya Gyaltsen    | 1875 – 1875 |
| 39 | Lodrö Gyaltsen     | 1875 – 1878 |
| 40 | Pekar Ozer         | 1878 – 1881 |
| 41 | Ngawang Dönden     | 1881 – 1886 |
| 42 | Thinley Gyaltsen   | 1886 – 1888 |
| 43 | Tenzin Lhündrup    | 1888 – 1889 |
| 44 | Thinley Gyaltsen   | 1889 – 1891 |
| 45 | Thinley Jamtsho    | 1891 – 1894 |
| 46 | Damchö Gyaltsen    | 1894 – 1899 |
| 47 | Sherab Lhündrup    | 1899 – 1901 |

### XXesiècle

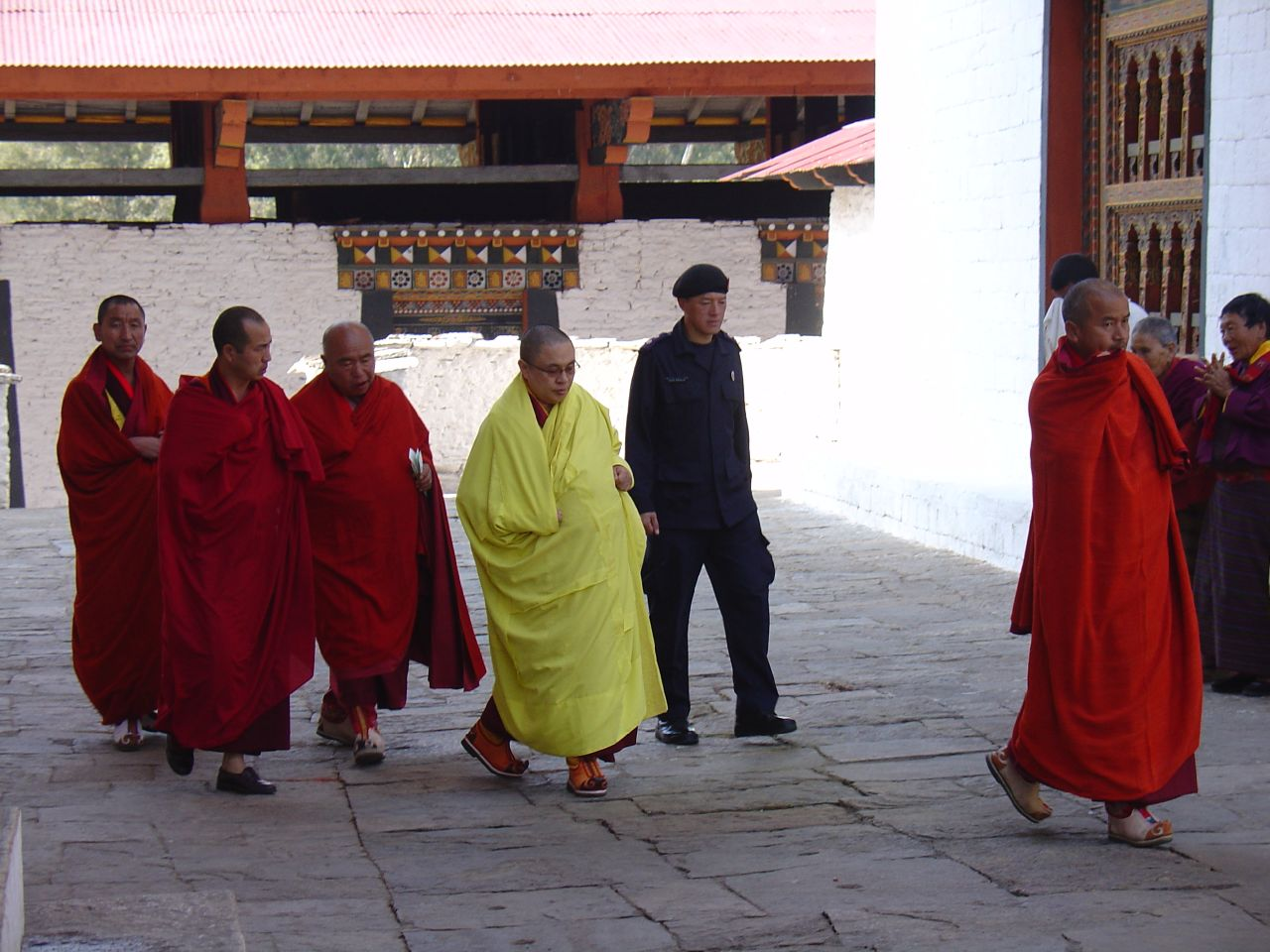
Trulku Jigme Choedra en 2010, à Punakha Dzong, dans un kabney de couleur Safran

| N° | Noms                    | Règne          |
| -- | ----------------------- | -------------- |
| 48 | Jamyang Rinchen         | 1901 – 1903    |
| 49 | Rigzin Nyingpo          | 1903 – 1907    |
| 50 | Jampyel Shenyen         | 1907 – 1909    |
| 51 | Jampai Tobzang          | 1909 – 1912    |
| 52 | Pelden Singye           | 1912 – 1915    |
| 53 | Yeshey Ngödrup          | 1915 – 1917    |
| 54 | Yeshey Dawa             | 1917 – 1918    |
| 55 | Pelden Singye           | 1918 – 1918    |
| 56 | Mipham Wangpo           | 1919 – 1922    |
| 57 | Ngawang Gyaltsen        | 1922 – 1927    |
| 58 | Sidzhe Namgyal          | 1927 – 1931    |
| 59 | Chökyi Wangchuk         | 1931 – 1940    |
| 60 | Ngawang Thinley         | 1940 – 1946    |
| 61 | Samten Jamtsho          | 1946 – 1955    |
| 62 | Yönten Tsündu           | 1955 – 1956    |
| 63 | Thinley Lhündrup        | 1956 – 1961    |
| 64 | Samten Pelzang          | 1961 – 1965    |
| 65 | Yeshey Singye           | 1965 – 1968    |
| 66 | Yönten Tarchen          | 1968 – 1971    |
| 67 | Nyizer Thinley Lhendrup | 1971 –1986     |
| 68 | Tenzin Dundrup          | 1986 – 1990    |
| 69 | Guéshé Gendün Rinchen   | 1990 – 1996    |
| 70 | Trulku Jigme Choedra    | 1996 – present |

### XXIesiècle
| N° | Noms                 | Règne          |
| -- | -------------------- | -------------- |
| 70 | Trulku Jigme Choedra | 1996 – présent |